# Байкало-Кударинский аймак
Байкало-Кударинский аймак — административно-территориальная единица в составе Бурят-Монгольской (с 1958 — Бурятской) АССР, существовавшая в 1944—1962 годах. Административный центр — село Кудара.
Байкало-Кударинский аймак был образован 3 августа 1944 года из 9 сельсоветов Кабанского аймака.
По данным 1945 года включал 9 сельсоветов: Дуланский, Инкинский, Корсаковский, Красноярский, Кударинский, Оймурский, Сухинский, Хандалинский и Шергинский. По данным 1960 года число с/с сократилось до 5: Красноярский, Кударинский, Оймурский, Сухинский и Шергинский.
28 мая 1962 года Байкало-Кударинский аймак был упразднён, а его территория передана в Кабанский аймак.